# Antonio Muñoz de Mesa
Antonio Muñoz de Mesa (Madrid, 22 de abril de 1972) es un actor, guionista, director, productor, presentador y youtuber español.
Está casado con la también actriz y directora de teatro Olga Margallo y con la que tiene dos hijos, Marina y Hugo.

## Formación
- 1991-1994 Real Escuela Superior de Arte Dramático de Madrid
- 1991 T.A.I Dirección cinematográfica
- 1994 Clown con Philippe Gaulier en Londres
- 1995 New York Film Academy dirección cinematográfica
- 1999 Taller de guion de Robert McKee
- 2001 Taller de guion y actuación con Mariano Barroso
- 2007 Taller de interpretación con Tamzin Townsend

## Trabajos

### Cine
- Sin respuesta, 2013. Miguel Parra. Actor
- Amigos de Jesús, 2007. La Bomba Films. Actor, Guionista, Director, Productor.
- Primeros auxilios, 2007. La Bomba Films. Director. Guionista. Productor.
- Y todo va bien, 2007. Guillermo Zapata. Prosopopeya. Actor.
- La suerte dormida, 2003. Ángeles González-Sinde. Tornasol. Actor.
- El hombre que volaba un poquito, 2001. Sergio Catá. Catá P.C. Actor
- El diskette, 2001. La Bomba Films. Director. Guionista. Productor.
- Alya, 1997. La Bomba FIlms. Actor. Director. Guionista. Productor.

### Televisión

#### Series de televisión
| Año         | Serie                  | Canal              | Personaje           | Notas        |
| ----------- | ---------------------- | ------------------ | ------------------- | ------------ |
| 2008        | Generación DF          | Antena 3           | Andrés              | 5 episodios  |
| 2008 - 2010 | Impares                | Antena 3           | Ángel Gutiérrez     | 23 episodios |
| 2009        | Bicho malo             | Neox               | Gus                 | 40 episodios |
| 2010        | Impares Premium        | Neox               | Ángel Gutiérrez     | 3 episodios  |
| 2010 - 2011 | La pecera de Eva       | Telecinco          | César Camacho       | 98 episodios |
| 2012        | Frágiles               | Telecinco          | César Camacho       | 1 episodio   |
| 2019        | Las chicas del cable   | Netflix            | Forense             | 1 episodio   |
| 2020        | Pequeñas coincidencias | Amazon Prime Video | Piloto              | 1 episodio   |
| 2020        | La que se avecina      | Telecinco          | Pascual             | 1 episodio   |
| 2023        | El pueblo              | Telecinco          | Político Izquierdas | 2 episodios  |

#### Programas de televisión
| Año         | Programa              | Canal       | Notas       |
| ----------- | --------------------- | ----------- | ----------- |
| 1998 - 2003 | La Noche + Corta      | Canal+      | Presentador |
| 2003        | CyberClub             | Telemadrid  | Presentador |
| 2003 - 2006 | MagaCine              | Canal+      | Presentador |
| 2004 - 2011 | La Noche de los Oscar | Canal+      | Presentador |
| 2005 - 2006 | 1 Equipo              | Cuatro      | Presentador |
| 2006 - 2011 | Hazte un cine         | Cuatro      | Presentador |
| 2007        | Taller de Canal Plus  | Canal+      | Presentador |
| 2007        | Cazador de palabras   | Notro Films | Presentador |
| 2008        | Morir de humor        | Canal+      | Presentador |
| 2012        | El juego continúa     | Canal+      | Presentador |
| 2018        | Taller de Cine        | Movistar+   | Presentador |

### Teatro
- Beethoven#ParaElisa, 2020. Teatro Español / manodeSanto Teatro. Autor.Actor
- Yo, la peor del mundo,2019. Vaivén Producciones. Autor
- Otro gran teatro del mundo, 2013. Compañía Nacional de Teatro Clásico. Uroc Teatro. Autor, Actor.
- Una vida robada, 2013. Scenalia. Autor
- La Visita, 2013. Uroc Teatro. Autor
- Cyrano de Nueva Orleans, 2012. Uroc Teatro. Autor.
- El niño colchón, 2009. Uroc Teatro. Autor.
- El Secreto de Miss Mundo, 2007. Uroc Teatro. Autor.
- Las Inhalámbricas, 2007. Vaivén Producciones. Autor.
- Romeo y Julieta, 2005. Uroc Teatro. Autor.
- Qué es la Vida, 2004. Uroc Teatro. Autor.
- Objetos Perdidos, 2003. Uroc Teatro. Actor. Autor.
- Tongo, 2002. Torrijas de Cerdo. Actor. Autor.
- La Familia Solfa, 2000. Uroc Teatro. Actor. Autor.
- Internautas, 1998. Torrijas de Cerdo. Actor. Autor.
- Clown Quijote de la Mancha, 1997. Uroc Teatro. Actor. Autor.
- Torrijas de Cerdo, 1996. María La Negra. Autor. Actor.

### Locución
- Cazador de palabras, 2007. Notro Films.
- En Ocasiones Veo Series, 2007. Drive. Terra TV.
- Hazte un Cine', 2006-2010. Cuatro.
- 1 Equipo, 2005-2006. Cuatro Cabezas. Cuatro.

### Galas y presentaciones
- Festival Internacional de Imagen Animada “Animadrid”
- Festival de Cine Español de Málaga Sección Cortometrajes.
- Festival “DocumentaMadrid”
- Festival de Cine de Animación de Córdoba “Animacor”
- Festival "Cortogenia"

## Premios
- Biznaga de Plata Mejor Película Festival de Cine Español de Málaga 2007. Amigos de Jesús
- Parrilla de Oro Mejor Película Festival Movistar Átalo en Corto 2007. Amigos de Jesús
- Abycine Mejor Película Festival de Cine de Albacete. Amigos de Jesús
- Estrella del Jurado Joven Festivalito 2007. Amigos de Jesús
- Premio del Público Festivalito 2007. Primeros auxilios
- Premio Max Mejor Espectáculo Infantil 2004. Qué es la vida
- Premio Mejor Dramaturgia FETEN 2004. Qué es la vida
- Premio Mejor Texto Certamen Teatro Corto Torrejón de Ardoz 1994. Querido abuelo